# Keiji Gotō
Keiji Gotō (後藤圭二?, Gotō Keiji; 4 novembre 1968) è un regista, fumettista e character designer giapponese membro del team di produzione gímik, fra le cui opere principali si possono citare Kiddy Grade e Uta Kata.
Ha curato il character design di anime come Mobile Battleship Nadesico, Utena la fillette révolutionnaire, Bakuretsu Hunter, Elf o karu Mono-tachi e Samurai Girl: Real Bout High School.
Nel 1999 ha anche realizzato il manga di Gate Keepers.